# Kamphütte
Die Kamphütte ist eine unbewirtschaftete Trekkinghütte in der Sächsischen Schweiz. Sie befindet sich 2 km westlich von Rosenthal oberhalb des Klettergebiet Bielatals. Sie liegt am Forststeig Elbsandstein, für dessen Wanderer sie zur Übernachtung zur Verfügung steht.